# Lilo Peters

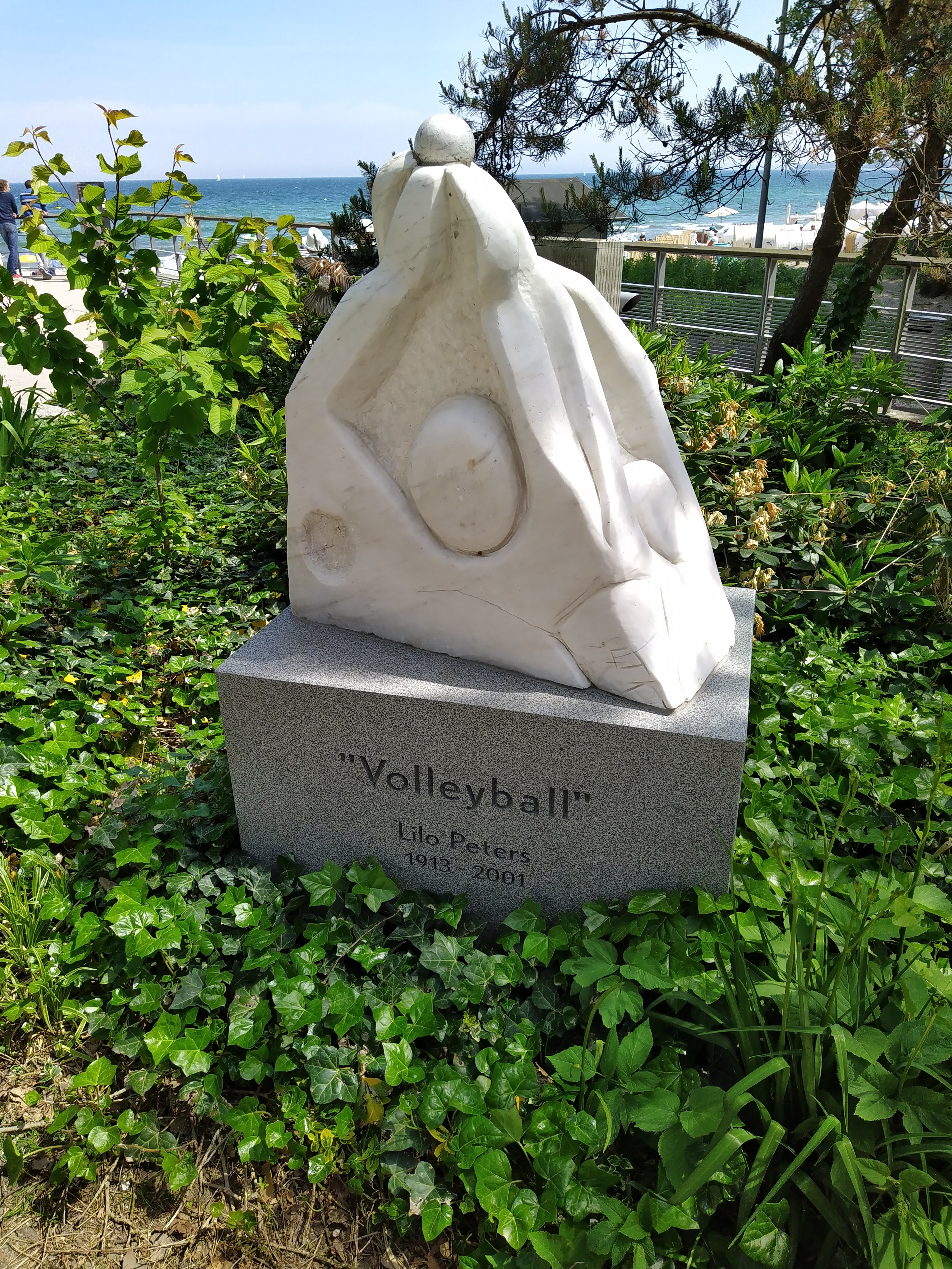
Skulptur Volleyball von Lilo Peters in Timmendorfer Strand

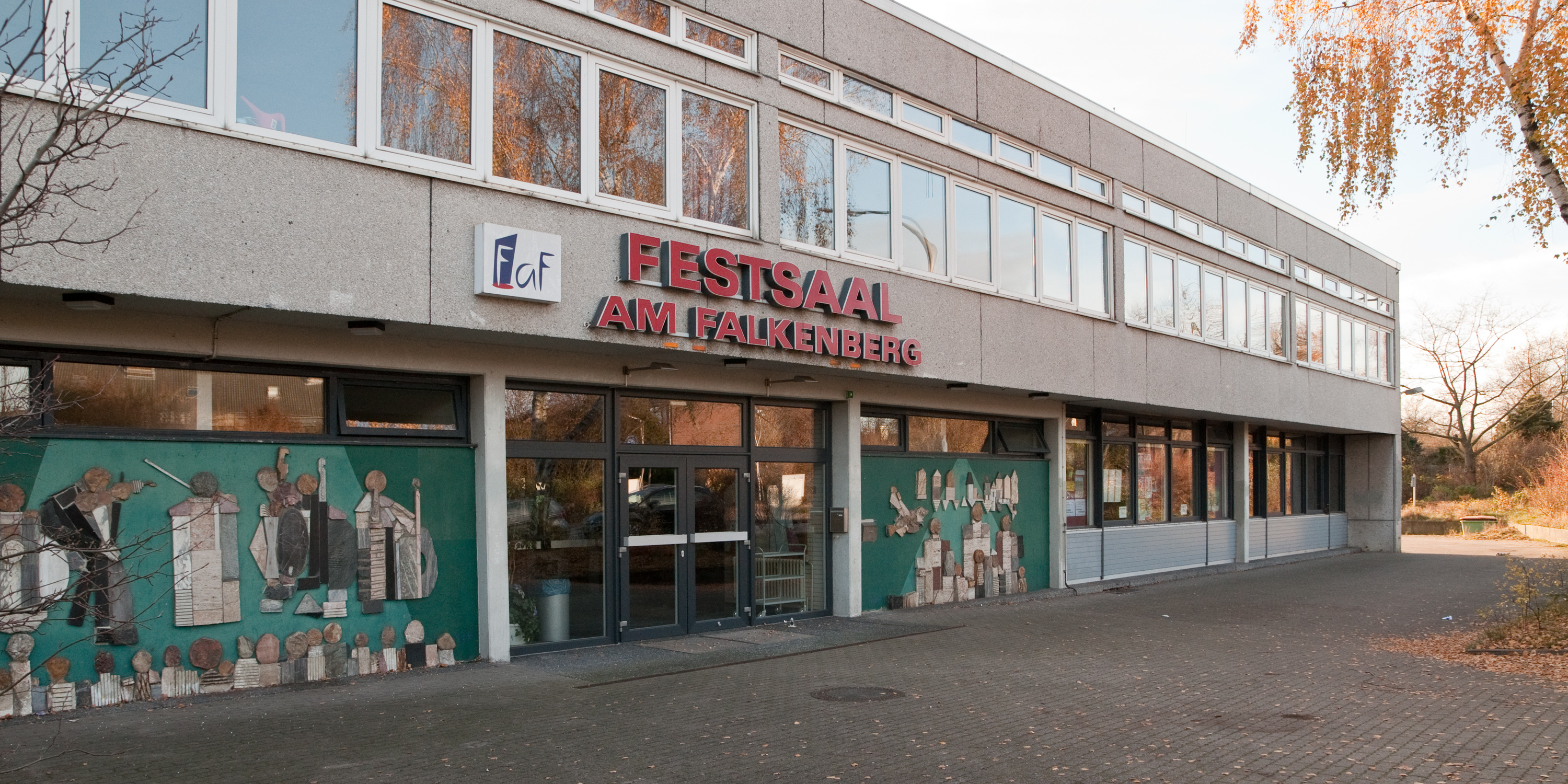
Wandrelief in Norderstedt

Lilo Peters (* 17. März 1913 in Hamburg; † 2. April 2001 in Travemünde, geb. Noetzel) war eine norddeutsche Malerin und Bildhauerin.

## Familie
Lilo Peters wurde in Hamburg als Liselotte Elfriede Anna Gertrud Erdmunde Noetzel als Tochter eines Ingenieurs und einer Putzmacherin geboren. 1935 heiratete sie Rudolf Ferdinand „Rudi“ Peters (* 1903), der noch im Januar 1944 als Soldat zur Wehrmacht eingezogen wurde und im Juni 1944 in Frankreich von der Résistance als Geisel getötet wurde. Lilo Peters hinterließ 4 Töchter.

## Leben
Nach dem Abitur 1933 besuchte sie Kurse in Bildender Kunst an der Kunsthochschule Lerchenfeld. 1944 hatte sie ihre erste Gemälde-Ausstellung am Rothenbaum in Hamburg mit Landschaftsaquarellen und Porträts. Während einer Skandinavienreise lernte sie 1956 auf den Lofoten den Maler Gustav Hagemann kennen, mit dem sie eine langjährige Künstler-Freundschaft verband. In dieser Zeit unternahm sie viele Reisen nach Lappland, zahlreiche Aquarelle, Ölgemälde und Holzschnitte entstanden. Weitere Reisen führen Lilo Peters u. a. nach Ägypten, Marokko, Nepal, Mexiko, Guatemala und in die USA.
1977 wendete sich Lilo Peters neben der Malerei auch der Bildhauerei zu. In Timmendorfer Strand, wo sie seit 1946 lebte, und in ihrem Atelier in der Nähe von Carrara (Italien) entstanden
zahlreiche Plastiken. Bis zu ihrem Lebensende 2001 war sie mit dem Eutiner Bildhauer Pierre Schumann künstlerisch verbunden.
Öffentlich zugängliche Werke der Künstlerin befinden sich  an der Seebrücke in Timmendorfer Strand (Volleyball) und in Norderstedt (Wandrelief).

## Ausstellungen
- 1944 Heimerdinger am Rothenbaum
- 1948 GEDOK im Thalia Theater
- 1950 Helms Museum Harburg
- 1964 Kunstverein Skelefteå (Schweden)
- 1975 Ausstellung Galerie Mensch in Hamburg, Ausstellungen in verschiedenen Ländern, z. B. Marokko, Indien, Nepal und Südafrika
- 1987 Neustadt, Bonn mit ostholsteinischen Künstlern
- 1993 Retrospektive 1993 in Timmendorfer Strand
- 2000 Galerie Schlossgarten in Eutin

## Medien
„Stil ist was ganz anderes – Die Malerin und Bildhauerin Lilo Peters“, Dokumentarfilm 1998, 40 min., Regie: Claudia Fink